# ماتركس (بروتوكول)
ماتركس (بالإنجليزية: Matrix)‏ هو بروتوكول اتصالات ومعيار مفتوح للتراسل الفوري. كان ماتركس مدعومًا من شركة أمدوكس الإسرائيلية التابعة للموساد في بداياته، ولكنه استقل عنها في وقت لاحق.

## روابط خارجية
- الموقع الرسمي